# Бландиана, Ана
Ана Бландиана (рум. Ana Blandiana, настоящее имя Отилия Валерия Коман, рум. Otilia Valeria Coman; род. 25 марта 1942, Тимишоара) — румынская поэтесса, эссеист.

## Биография
Отец — священник, многие годы при коммунистах проведший в тюрьме, мать — счетовод. Дебютировала в 1952 году в Клуже. Псевдонимом взяла название родной деревни её матери в Трансильвании, жудец Алба. В связи с судьбой отца постоянно испытывала трудности в публикации. В 1967 году поселилась в Бухаресте. В 1975—1977 годах работала библиотекарем в Институте изобразительного искусства. С 1976 года переводы её произведений начали печататься за рубежом. С тех пор находилась под наблюдением секретных служб как диссидент. В 1977 году вместе с драматургом Паулом Евераком бывала в СССР по приглашению Союза писателей СССР по случаю выхода 12 номера журнала «Вопросы литературы», целиком посвященного румынской литературе,
После революции 1989 года активно включилась в общественную и политическую жизнь.

## Сочинения
- A treia taină (1969)
- Octombrie-noiembrie-decembrie (1972)
- Somnul din somn: poezii (1977)
- Ochiul de greier (1981)
- Proiecte de trecut: proză (1982)
- Ora de nisip: poeme (1983)
- Stea de pradă (1985)
- Autoportret cu palimpsest (1986)
- Orașe de silabe (1987)
- Arhitectura valurilor (1990)
- 100 de poeme (1991)
- Sertarul cu aplauze (1992)
- Imitație de coșmar (1995)
- Cele patru anotimpuri (2000)
- Ghicitul în mulţimi (2000)
- Cine sunt eu?: un sfert de secol de întrebǎri (2001)
- Orașul topit: și alte provestiri fantastice (2004)
- Spaima de literatură (2004)
- Refluxul sensurilor: poeme noi (2004)
- O silabisire a lumi (2006)
- Patria mea (2010)

## Публикации на русском языке
- Из современной румынской поэзии: Никита Стэнеску, Марин Сореску, Ана Бландиана, Ион Александру. М.: Прогресс, 1974
- Стихотворения, рассказы, эссе. М.: Радуга, 1987
- «После смерти, наутро…». Избранное. М.: Критерион, 2007

## Признание
Стихи и проза Аны Бландианы переведены на многие языка мира, включая китайский. Она — почётный президент румынского ПЕН-клуба, президент правозащитного фонда Гражданская академия, директор-основатель Мемориала жертв коммунизма. Член поэтической академии Стефана Малларме, Европейской академии поэзии, Мировой академии поэзии. Ей присуждены премия Гердера (1982, 1988), премия Виленицы (2002), Орден Почётного Легиона (2009), другие национальные и международные премии. В 2016 году избрана членом-корреспондентом Румынской академии.